# Выборы губернатора Еврейской автономной области (2015)
Выборы губернатора состоялись в Еврейской автономной области 13 сентября 2015 года в единый день голосования.
На 1 июля 2015 года в Еврейской автономной области было зарегистрировано 131 876 избирателей.

## Предшествующие события
В феврале 2010 года правительство Еврейской автономной области возглавил мэр Биробиджана Александр Винников. Он занял должность губернатора по предложению президента Дмитрия Медведева через процедуру утверждения областным парламентом.
В 2012 году президент России Дмитрий Медведев принял закон, вернувший в России прямые выборы глав регионов.
Пятилетний срок полномочий истекал в феврале 2015 года, при этом выборы губернатора должны были состояться лишь в сентябре. Винников неоднократно заявлял о готовности баллотироваться на новый срок, однако 24 февраля было объявлено, что президент Владимир Путин назначил врио губернатора ЕАО члена правительства Хабаровского края Александра Левинталя.

## Кандидаты
| Кандидат            | Должность (на момент выдвижения) | Партия                    | Статус           | Кандидаты в Совет Федерации                                                                                      |
| ------------------- | -------------------------------- | ------------------------- | ---------------- | --- |
| Владимир Дудин      | депутат заксобрания ЕАО          | Справедливая Россия       | зарегистрирован  | Сергей Десятков, инженер-железнодорожник                                                                         |
| Владимир Дудин      | депутат заксобрания ЕАО          | Справедливая Россия       | зарегистрирован  | Александр Онопко, начальник гаража областной больницы                                                            |
| Владимир Дудин      | депутат заксобрания ЕАО          | Справедливая Россия       | зарегистрирован  | Наталья Полодюк, учитель                                                                                         |
| Константин Лазарев  | депутат Госдумы                  | КПРФ                      | зарегистрирован  | Владимир Фишман, первый секретарь обкома КПРФ ЕАО, депутат заксобрания ЕАО                                       |
| Константин Лазарев  | депутат Госдумы                  | КПРФ                      | зарегистрирован  | Сергей Тонких, второй секретарь обкома КПРФ ЕАО, депутат заксобрания ЕАО                                         |
| Константин Лазарев  | депутат Госдумы                  | КПРФ                      | зарегистрирован  | Алла Палькина, первый секретарь Биробиджанского горкома КПРФ                                                     |
| Александр Левинталь | врио губернатора ЕАО             | Единая Россия             | зарегистрирован  | Павел Толстогузов, профессор ПГУ                                                                                 |
| Александр Левинталь | врио губернатора ЕАО             | Единая Россия             | зарегистрирован  | Ростислав Гольдштейн, депутат Госдумы                                                                            |
| Александр Левинталь | врио губернатора ЕАО             | Единая Россия             | зарегистрирован  | Наталья Шаталова, сопредседатель ОНФ                                                                             |
| Павел Малышев       | депутат заксобрания ЕАО          | ЛДПР                      | зарегистрирован  | Елена Стебловская, депутат Заксобрания ЕАО                                                                       |
| Павел Малышев       | депутат заксобрания ЕАО          | ЛДПР                      | зарегистрирован  | Максим Семёнов, безработный                                                                                      |
| Павел Малышев       | депутат заксобрания ЕАО          | ЛДПР                      | зарегистрирован  | Татьяна Гладких, исполнительный директор Биробиджанского землеустроительного проектно-изыскательного предприятия |
| Татьяна Одырий      | пенсионер                        | Партия пенсионеров России | зарегистрирована | Нина Попова |
| Татьяна Одырий      | пенсионер                        | Партия пенсионеров России | зарегистрирована | Нина Романова |
| Татьяна Одырий      | пенсионер                        | Партия пенсионеров России | зарегистрирована | Людмила Пискунова                                                                                                |

## Итоги выборов
В выборах в приняли участие 41 906 человек, таким образом явка избирателей составила 31,87 %.
| Явка избирателей                                   | Явка избирателей                                   | Явка избирателей | Явка избирателей |
| -------------------------------------------------- | -------------------------------------------------- | ---------------- | ---------------- |
| Число избирателей, включённых в список избирателей | Число избирателей, включённых в список избирателей | 131 483          | 100 %            |
| Из них приняли участие в выборах                   | Из них приняли участие в выборах                   | 41 866           | 31,84 %          |
| Процент испорченных бюллетеней                     |                                                    |                  |                  |
| Действительных бюллетеней                          | Действительных бюллетеней                          | 40 805           |                  |
| Недействительных бюллетеней                        | Недействительных бюллетеней                        | 1 061            | 2,53 %           |
| Распределение голосов:                             |                                                    |                  |                  |
| 1.                                                 | Александр Левинталь                                | 31 577           | 75,42 %          |
| 2.                                                 | Константин Лазарев                                 | 6 018            | 14,37 %          |
| 3.                                                 | Павел Малышев                                      | 1 633            | 3,90 %           |
| 4.                                                 | Владимир Дудин                                     | 895              | 2,14 %           |
| 5.                                                 | Татьяна Одырий                                     | 682              | 1,63 %           |

Выборы выиграл Александр Левинталь, набравший 75,42 % голосов избирателей. 22 сентября он вступил в должность губернатора и в тот же день назначил сенатором от правительства ЕАО депутата Государственной Думы от партии Единая Россия Ростислава Гольдштейна. Ранее главу ЕАО в Совете Федерации представлял первый губернатор ЕАО Николай Волков.